# Вевертон Перейра да Сілва
Вевертон Перейра да Сілва (порт. Weverton Pereira da Silva, нар. 13 грудня 1987, Ріу-Бранку) — бразильський футболіст, воротар клубу «Палмейрас».
Виступав, зокрема, за клуб «Корінтіанс», а також олімпійську збірну Бразилії.
У складі олімпійської збірної Бразилії — олімпійський чемпіон.

## Клубна кар'єра
2007 року підписав контракт з клубом «Корінтіанс», але весь час контракту (2007—2009) провів в оренді, виступаючи за команди «Клуб Ремо», «Оесте» та «Америка» (Натал). 
У 2010 перейшов до «Ботафогу» але не зміг закріпитись в основі покинув команду та перейшов до клубу «Португеза Деспортос», де провів два сезони та зіграв 66 матчів.
До складу клубу «Атлетіку Паранаенсе» приєднався 2012 року. Відіграти за команду з Куритиби п'ять сезонів та провів 241 матч в національному чемпіонаті.
У грудня 2017 уклав п'ятирічний контракт з клубом «Палмейрас».

## Виступи за збірну
2016 року захищав кольори олімпійської збірної Бразилії. У складі цієї команди провів 6 матчів, пропустив 1 гол. У складі збірної — учасник футбольного турніру на Олімпійських іграх 2016 року у Ріо-де-Жанейро.

## Титули і досягнення

### Клубні
«Атлетіку Паранаенсе»
- Чемпіон Ліга Паранаенсе (1): 2016.

«Палмейрас»
- Чемпіон Бразилії (1): 2018.
- Чемпіон штату Сан-Паулу (2): 2020, 2022
- Володар Кубка Лібертадорес (2): 2020, 2021
- Володар Кубка Бразилії (1): 2020
- Володар Рекопи Південної Америки (1): 2022
- Володар Суперкубка Бразилії (1): 2023

### Збірна
Бразилія (ол.)
- Олімпійський чемпіон (1): 2016.

Бразилія
- Срібний призер Кубка Америки: 2021